# کوجی ماسوناری
کوجی ماسوناری (انگلیسی: Koji Masunari؛ زادهٔ ۱ ژانویهٔ ۱۹۶۵) فیلم‌نامه‌نویس، و کارگردان فیلم اهل ژاپن است. وی از سال ۱۹۸۵ میلادی تاکنون مشغول فعالیت بوده‌است.